# The quick brown fox jumps over the lazy dog

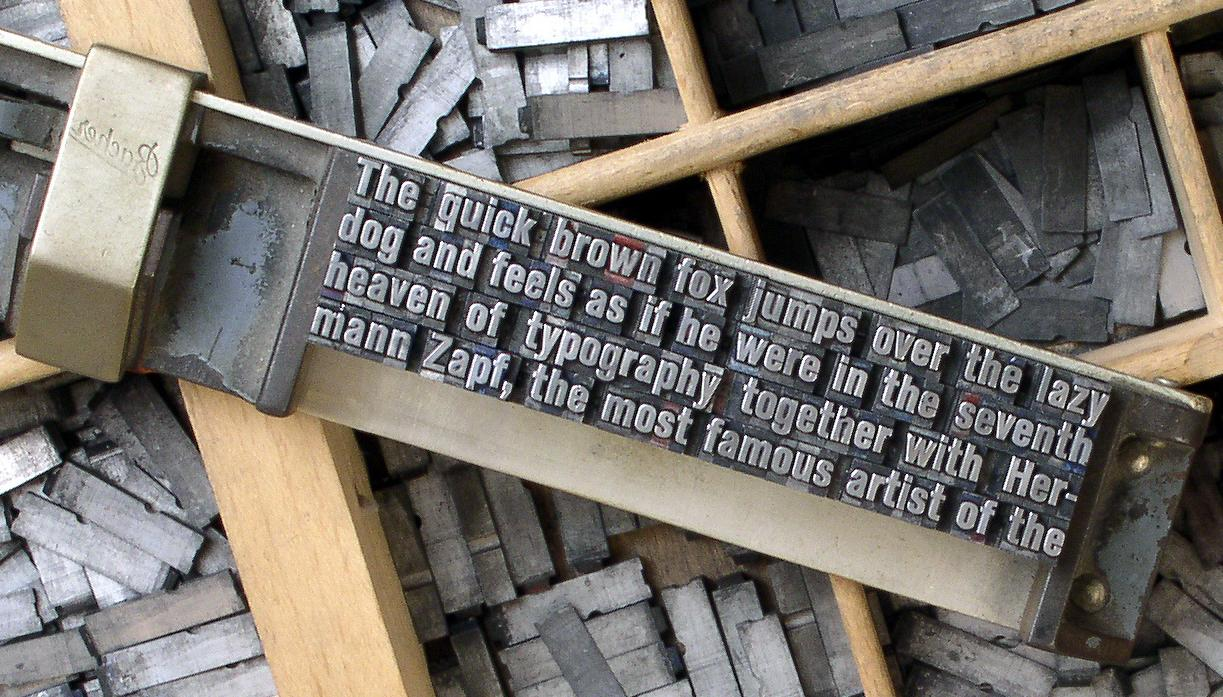
Phrase affichée sur une plaque d'imprimerie (image inversée pour la lisibilité).

The quick brown fox jumps over the lazy dog (en français : « Le vif renard brun saute par-dessus le chien paresseux ») est un pangramme en langue anglaise. Il est composé de 35 lettres et utilise chaque lettre de l'alphabet anglais. Il est surtout employé pour tester les dactylos et les claviers d'ordinateur, car il est court et facile à mémoriser.

## Historique

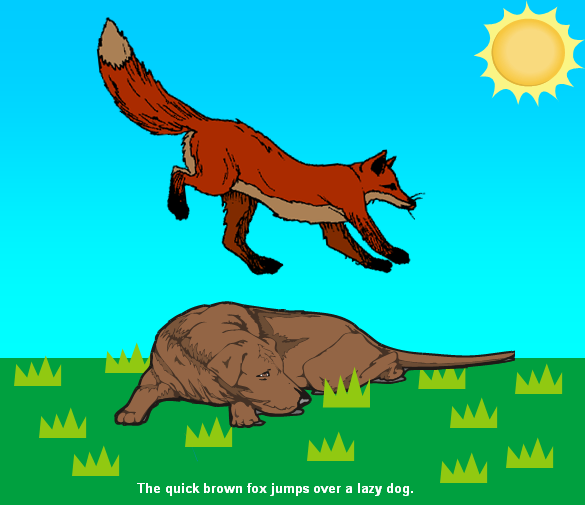
The quick brown fox jumps over the lazy dog.

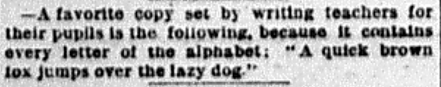
Numéro du Boston Journal du 10 février 1885 citant la phrase.

Connu à la fin du XIXe siècle, ce pangramme apparaît notamment dans le livre Scouting for Boys (1908) de Baden-Powell comme une phrase de pratique pour la signalisation. Par la suite, Western Union y a recours pour tester les équipements Télex.
« THE QUICK BROWN FOX JUMPS OVER THE LAZY DOG 1234567890 » est le texte du premier télex envoyé de Washington à Moscou par la ligne directe dite du « téléphone rouge » inaugurée le 30 août 1963 (à la suite de la crise des missiles de Cuba d’octobre 1962), suscitant ainsi la stupéfaction du côté soviétique, où l'on a aussitôt demandé aux Américains d'expliquer le sens de cette phrase énigmatique.
En 2007 est postée sur YouTube une vidéo illustrant ce pangramme, avec un renard sautant par-dessus un chien.

## Usage en informatique

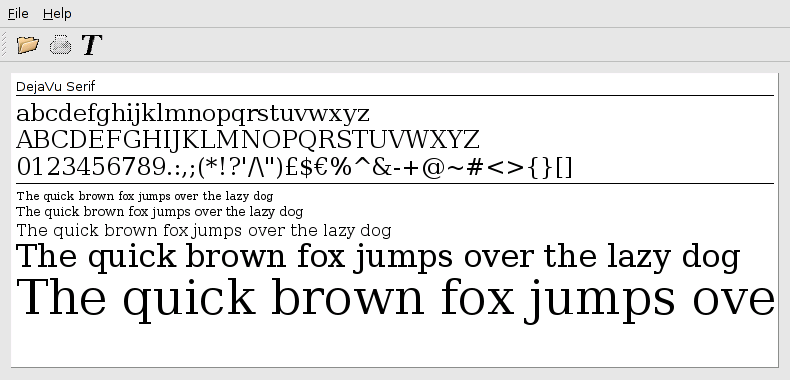
The quick brown fox jumps over the lazy dog en caractère DejaVu sérif.

Cette phrase est très régulièrement utilisée par les éditeurs de texte pour présenter les polices de caractères et ainsi voir le rendu de chacune des lettres de l'alphabet. 
Ce pangramme est utilisé dans le jeu FEZ. En illustrant cette phrase d'un renard sautant par-dessus un chien endormi, il est possible de faire le rapprochement et déchiffrer la stèle voisine, gravée d'un alphabet transposé.
Elle est également utilisée dans le domaine de l'apprentissage automatique pour la reconnaissance vocale.